# Église Saint-Memmie de Villeneuve
L'église de Villeneuve, dédiée à Memmie de Châlons, se trouve sur la commune de Villeneuve-Renneville-Chevigny, dans le département de la Marne, en France

## Histoire
L'église Saint-Memmie, date de la fin du XIIe siècle, sa nef sud a été rénovée en 1877.
Elle est inscrite au titre des monuments historiques en 1987.